# ジャージー種

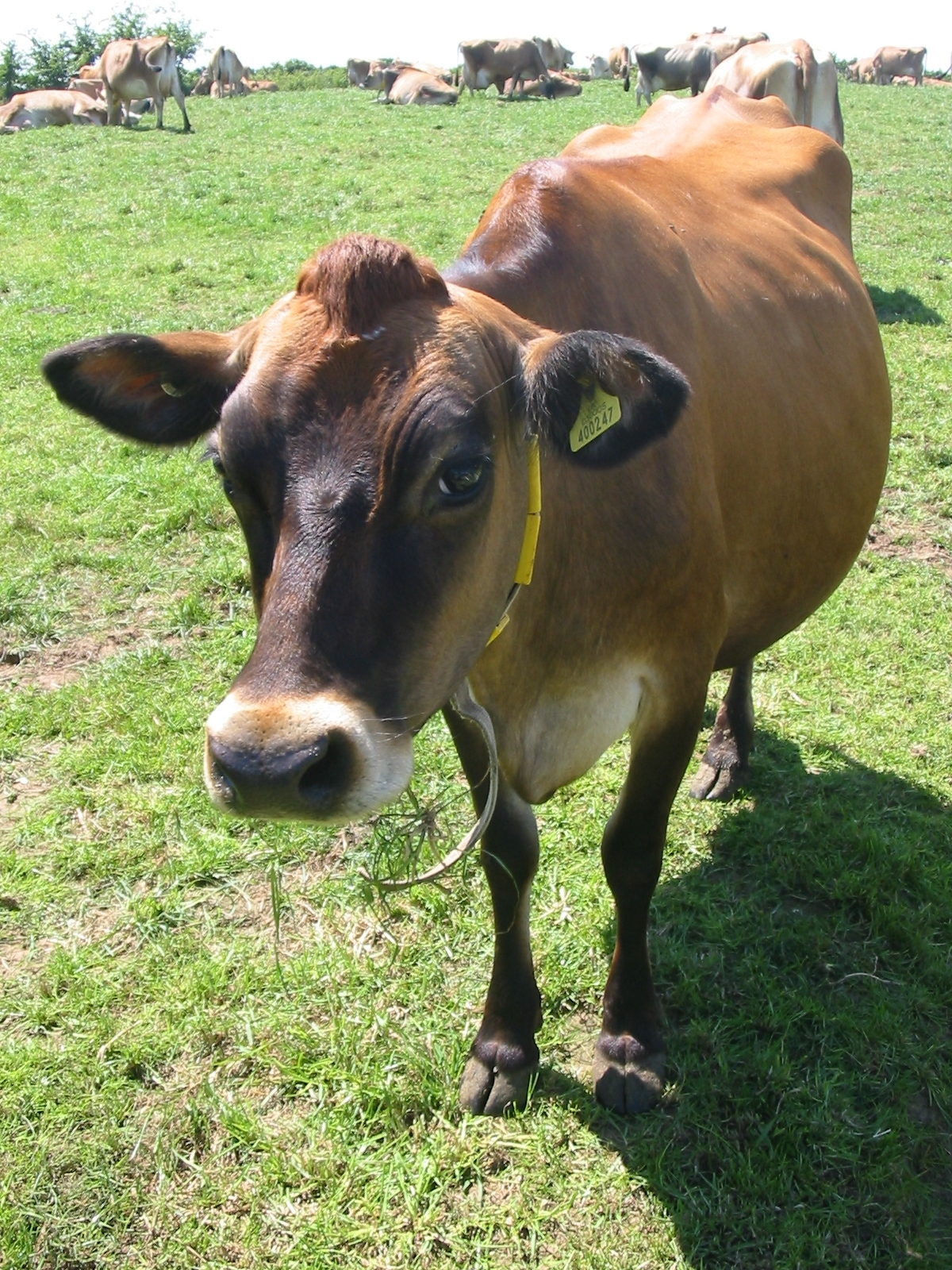
ジャージー種

ジャージー（Jersey）は、牛の品種のひとつ。乳牛として飼育される。
ホルスタインほどではないが、世界中に広く分布しており、バター等乳製品を多量に生産している国（デンマーク、ニュージーランド等）では最重要品種である。
日本では、2番目に頭数が多いが1％程度とわずか。
この牛から取れる牛乳はジャージー乳（ - にゅう）と称される。乳質は濃厚で、乳脂肪率5%、無脂乳固形分率9%を超える。乳は脂肪球が大きく、バターを作りやすい。また、カロチンを豊富に含むため、黄色が濃い。乳量は少なめで、年間3,500キログラムほど。最高日量はあまり多くないが、持続性が高い。
イギリス領海峡諸島のジャージー島原産で、在来のブルトンとノルマンとの交雑に発するが、過去600年ほど純粋に保たれているといわれ、斉一性が高いことで知られる。

## 身体・特徴
- 体格・能力の国による差違が小さいことでよく知られている。毛色は淡褐色～濃褐色までの単色であるが、黒いボカシがあり、雄で濃い。糊口を持ち、有角。ホルスタインと比べ、頭頂部の髪が発達する。
  - 体格は小型で、成雌の体高130センチメートル、体重400キログラム程度。雄でそれぞれ140センチメートル、700キログラム。
  - 典型的な楔型の乳用型であり、やせ型で前躯が軽い。背線はややゆるく、体幅とくに骨盤の幅が狭い。
- 乳房の付着がよく、垂れ乳房は少なく、長さはあるが乳房幅がやや狭い。
- 産肉性は骨細のため枝肉歩留は56%程であるが、肉量は少なく、体脂肪も黄色みがかっており、喜ばれない。そのためブラウンスイス種と同様に飼育されるのは雌のみであり、雄が生まれても飼育されず処分されることが多い[1]。
- 人懐っこく愛嬌のある性格だがやや神経質である[2]。

## 日本国内での概要

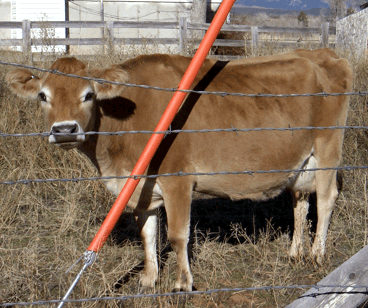
ジャージー種（メス）

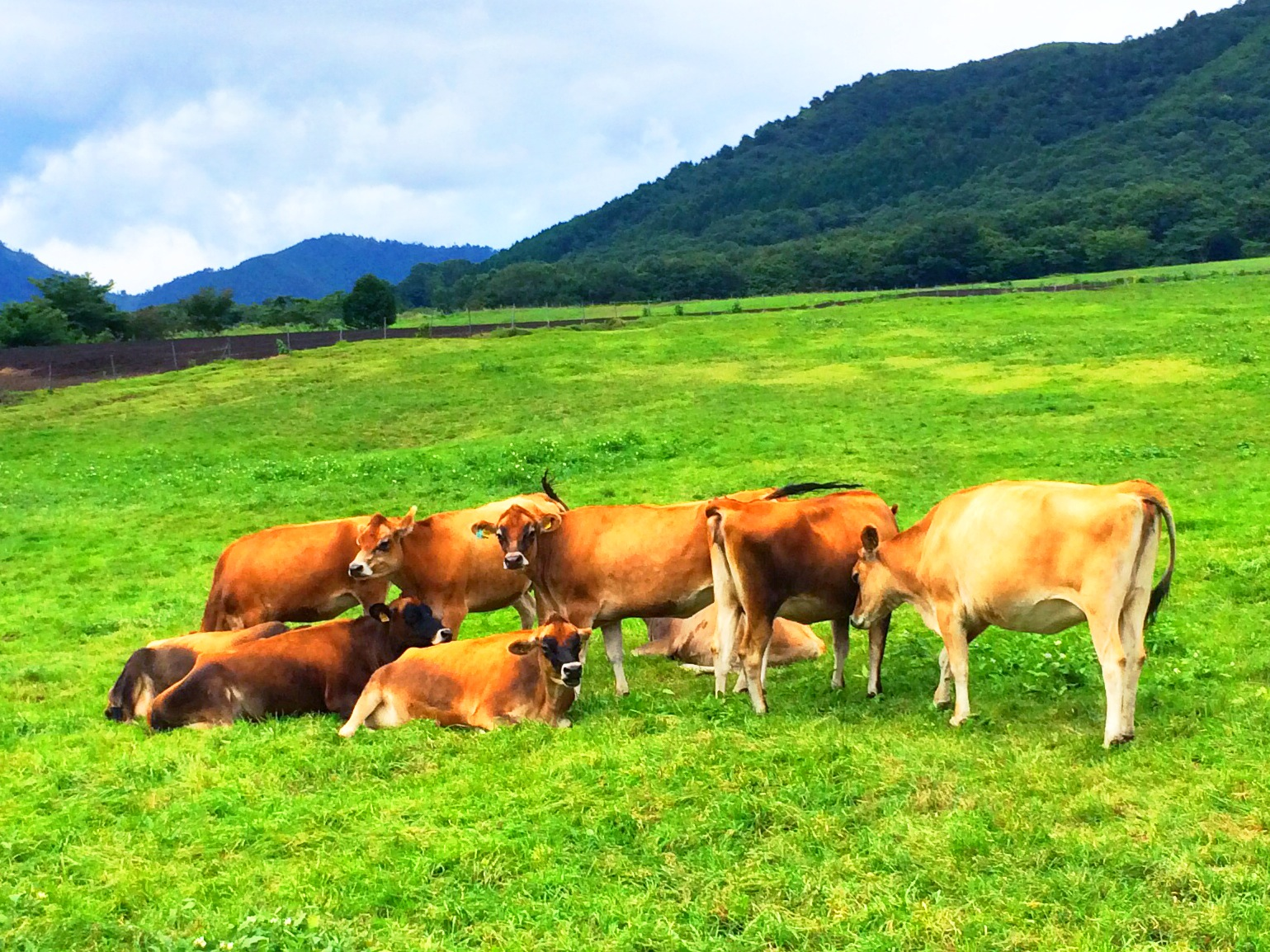
蒜山高原で飼育されるジャージー牛

日本では1877年（明治10年）に官営牧場である取香種畜場（のちに下総御料牧場と改称）がアメリカより牝３頭・牡２頭を輸入したのが最初である。その後、神津邦太郎は、1887年（明治20年) 12月に洋式の牧場として神津牧場を群馬県甘楽郡下仁田町（当時は北甘楽郡西牧村）に創設し、1905年（明治38年）8月にアメリカに渡り、当時の農商務省より委託された北米酪農業の調査に従う傍ら、各地の牧場を訪ね、ジャージー種牡牛4頭、牝牛20頭を購入。カナダに赴いて、フレンチ・カナディアン及びエアシャーの牝・牡17頭、総計45頭の大量の優秀な純粋種を輸入した。これらのジャージーはいずれも当時世界的に名声を博した系統であり、これを基礎とした改良繁殖により、わが国のジャージー改良の先鞭がつけられた。その後国内では群馬県において小規模に飼育される程度であまり増えなかったが、専業搾乳業者が飲用乳の乳脂率を調整するために少数を飼育していた。
戦後は、1954年（昭和29年）には食糧自給のための畜産振興を企図した酪農振興法の制定により、原料乳生産地帯に本種が奨励され、オーストラリア、ニュージーランド、アメリカから1960年（昭和35年）頃までに12,434頭が輸入され、北海道日高・釧根地区に2,519頭、青森県十和田地区に2,519頭、岩手県岩手山麓に1,374頭、岡山県美作地区に1,275頭、熊本県阿蘇地区に1,033頭、他長野県・山梨県の八ヶ岳山麓地域や宮崎県の霧島高原など12道県の集約農業地域の希望者に配布されたが、輸入先により差違があったと伝えられている。
1964年（昭和39年）には約28,000頭ほどまでに増えたが、牛乳メーカーが歓迎せず、また、飲用乳地帯の拡大に伴って乳量が多いホルスタイン種に押されて漸減し、2016年（平成28年）3月末現在の国内飼養頭数は12,739頭となっている。
2016年現在の中心的な産地は岡山県真庭市の蒜山高原などである（2016年（平成28年）3月末において岡山県内で2,393頭）。これはジャージー種生産量日本一となっている（全国の19%）。ついで、熊本県小国町・南小国町の1,338頭（（小国郷2016年（平成28年）の3月末時点。全国の11%）。北海道には3,148頭が飼育されており、飼養戸数では558戸と全国で一番多い。登録頭数の多い農家一覧からみると、岩手県二戸郡一戸町、秋田県にかほ市、群馬県甘楽郡下仁田町などに比較的集中している。
なお、こどもの国園内牧場などスケールメリットが望めない都市近郊の牧場において、ジャージー乳の高脂肪・高品質を特色とした乳製品（バター・チーズ・アイスクリーム・ヨーグルト）作りや直販を行う小規模な牧場が数頭単位で飼育する例が散見される。
近年はその肉の旨さ(和牛並みのオレイン酸等不飽和脂肪酸がある)から、肉牛としての需要も出てきた。